# 葛氏白甲鱼
葛氏白甲鱼（学名：Onychostoma gerlachi）为鲤科白甲鱼属的鱼类，俗名平头榄、榄鱼、瘦尾鲮等、滩鲮。分布于越南、寮國、泰國湄南河及中國南盘江、元江、澜沧江等，本魚體細長且側扁，口下位，橫裂，下頷具角質薄鋒，體被中圓鱗，側線明顯，側線鱗47-49枚，背鰭外緣內凹，末根不分枝鰭條具粗壯硬刺，後緣具鋸齒，體色銀白色，背部深灰色，延側線有一條黑色縱帶，縱帶隨年齡增加逐漸變模糊，體長可達31.6公分，體重可達1公斤，常生活于流水水质清澈以及多砾石的水体，可做為食用魚。该物种的模式产地在香港。

## 扩展阅读
維基物種上的相關：葛氏白甲鱼